# Черлена
Черлена (укр. Черлена) — река на Украине, протекает по территории Днестровского и Черновицкого районов Черновицкой области. Левый приток Прута (бассейн Дуная).
Длина реки 36 км. Площадь водосборного бассейна — 366 км². Уклон 2,9 метров на километр. Долина шириной до 2,5 км. Пойма двусторонняя, шириной 200 м. Русло умеренно извилистое, шириной до 5 м. Используется для хозяйственных нужд. В верховьях реки сооружено несколько прудов.
Берёт начало на южных склонах Хотинский возвышенности. Течёт сначала на юго-восток, в среднем течении — на юг, затем на юго восток, в нижнем течении поворачивает на восток. Впадает в Прут на южной окраине села Новоиванковцы.